# 鳳來寺站

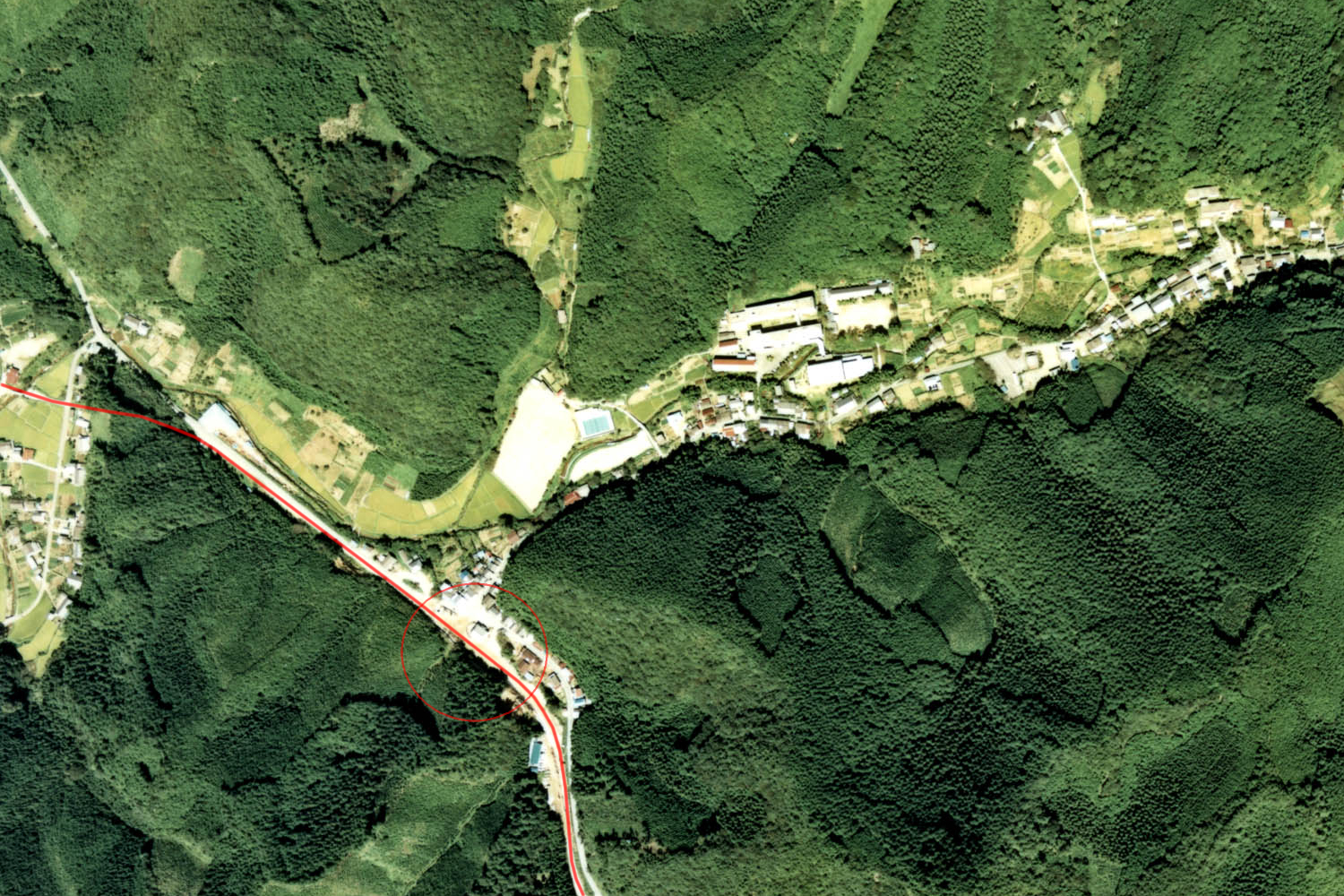
在1977年的鳳來寺站遺址與周邊地方。紅色圓圈的地方是車站遺址附近。紅線是田口線的廢線遺跡。

鳳來寺站（日语：／ Hōraiji eki */?）是位於愛知縣南設樂郡鳳來町（現時：新城市）門谷字笠川，豐橋鐵道田口線的鐵路車站（廢站）。此站最接近鳳來寺。
在1929年（昭和4年），田口鐵道開設此站。在1956年（昭和31年）成為豐橋鐵道的車站。在1968年（昭和43年），隨著路線廢除，此站也被廢除。此站是南設樂郡鳳來寺村（1956年起成為鳳來町，現時：新城市）內其中一座車站。

## 歷史

### 開業前的經歷
鳳来寺站在1929年（昭和4年）5月22日，田口鐵道第一期線本長篠站（當時名為鳳來寺口站）至三河海老站之間開通時啟用。關於站名，當初計劃定為「門谷」，與該區的大字相同。車站所在位置的門谷是在鳳來寺山山腳下，為鳳來寺的門前町。該站也是設於鳳來寺的表參道入口。
開設此站的田口鐵道是一間於1927年（昭和2年）成立的鐵路公司，當時計劃敷設鐵路線至北設樂郡田口町（現時：設樂町）。在公司成立前所構思的路線中，是以豐川鐵道終點站長篠站（現時：JR飯田線大海站）作為起點，直至玖老勢前沿豐川（寒狹川）旁行走。但是在公司成立階段，為了得到來自鳳來寺鐵道（與豐川鐵道同樣，都是JR飯田線的前身之一）和鳳來寺的資金，便把起點遷移至鳳來寺鐵道鳳來寺口站，並且把走線通過鳳來寺前。

### 開業後的演變
在車站啟用時，數十間民居聚集在一起，形成一個小村落。在1935年（昭和10年），於門谷開設鳳來寺女子高等学園（後來名為愛知縣立鳳來寺高等學校，2011年關校）。該校是以連接田口鐵道作為前提而開辦。
在太平洋戰爭中的1945年（昭和20年）7月27日，車站成為田口鐵道的總部。原本總部位於豐橋市內，由於該年發生豐橋空襲，因此便把總部遷移至此站。
在戰後的1949年（昭和24年）9月23日，站前開設「田口鐵道自然科學博物館」。該館是「東三河之地質和礦物之會」與田口鐵道協助下開設，館內主要展示鳳來寺山的資料。該設施後來成為了於1963年（昭和38年）開設町立鳳來寺山自然科學博物館的基礎。
最近此站的鳳來寺在每年11月23日會舉行鳳來寺山紅葉祭，當日會有來自飯田線的臨時列車駛入此站。在1961年（昭和36年）7月25日至8月10日期間，來自名古屋站的直通快速列車「臨電鳳來」也會駛入至此站。在1950年（昭和25年）至1954年（昭和29年）之間，曾經設有名鐵的團體專用臨時列車，從新名古屋站（現時：名鐵名古屋站）出發，經名古屋鐵道（名鐵）小坂井支線和飯田線駛入至此站
在1956年（昭和31年）10月1日，田口鐵道合併至豐橋鐵道後，此站成為豐橋鐵道田口線的車站。

### 廢除與隨後發展
在合併8年後的1964年（昭和39年），隨著豐橋鐵道的赤字愈來愈嚴重，因此決定廢除田口線。在4年後的1968年（昭和43年）8月尾全線廢除，此站也被廢除。在9月1日轉換為巴士。
截至2012年（平成24年），連接本長篠站與設樂町田口之間的豐鐵巴士田口新城線，該巴士路線從新城站附近的新城市民醫院(從前名為新城醫院前)巴士站出發，途經本長篠站前往田口。在門谷地內，巴士於愛知縣道32號長篠東榮線上行走。在廢站附近的字笠川處設置了「鳳來寺」巴士站。
另外，此站的臂木式號誌機被移送至愛知縣春日井市的中部大學作保存。

## 車站構造
此站是地面車站，設有2面2線的相對式月台和1線貨運月台。此站是有人車站，截至1956年（昭和31年），站內共有4人當值，包括站長。
此站的站舍在地方私鐵中比較少見，為一座日式與西式融合的寺廟式木製兩層高建築物。在戰前，二樓部分是一間餐廳。

## 使用狀況
在1957年度，乘車人次為204,000人（平均1日558人），當中約四分之三（154,000人）為定期票的乘客。在田口線11座車站中，值次於本長篠站，為第二多人使用的車站。此站較多鳳來寺高校學生使用。
在同一年度的貨運量方面，發送為49公噸，到達為71公噸。在田口線設有貨運業務的7座車站中，此站的貨運量最少。

## 現狀
車站遺址是在上述提及的鳳來寺巴士站附近。站舍遺址是在愛知縣道32號和鳳來寺參道（愛知縣道441號）路口附近。路軌遺址變成了縣道32號。
站舍在車站廢除後沒有被拆毀。後來經改建後，於1969年（昭和44年）10月10日開設「豐鐵鳳來寺食堂」。後來由於道路改善工程關係，食堂需要被遷走，便於鄰近地方開設新的食堂繼續經營。

## 相鄰車站
豐橋鐵道
田口線
三河大草－鳳來寺－玖老勢

## 注腳
1. 1 2  《鳳來町誌》田口鐵道史編，p.48
2. 1 2  《日本鐵道旅行地圖帳》7號p.37-38
3. ↑  《角川日本地名大辭典》23，p.388
4. 1 2  《鳳來町史》交通史編，p.324
5. ↑  公司的大股東中標記為鳳來寺《地方鉄道軌道営業年鑑》（國立國會圖書館近代數代圖書館）
6. ↑  《鳳來町誌》田口鐵道史編，p.29-31,33-37
7. ↑  《鳳來町誌》田口鐵道史編，p.67
8. ↑  《鳳來町誌》田口鐵道史編，p.125-126
9. ↑  《鳳來町誌》田口鐵道史編，p.148-149,187
10. ↑  《鳳來町自然和文化》
11. 1 2  《私鉄廃線跡を歩く》2，p.55
12. ↑  《鳳來町誌》田口鐵道史編，p.151
13. ↑  《鳳來町誌》田口鐵道史編，p.152
14. ↑  《鳳來町誌》田口鐵道史編，p.161-162
15. ↑  《鳳來町誌》田口鐵道史編，p.172-173
16. ↑  「豊鉄バス路線系統図 新城営業所管内PDF」（豐鐵巴士官網），2015年10月22日參閱
17. ↑  Mapion電話帳 鳳来寺バス停，2012年7月29日參閱
18. ↑  白井良和. . 鐵道畫刊 (鐵道圖書刊行會). 1986-03, (461): 59 （日语）.
19. ↑  《圖錄》，p.8
20. 1 2  《愛知縣統計年鑑》昭和34年版，p.386
21. ↑  《新鉄道廃線跡を歩く》3，p.132
22. ↑  《豐橋鐵道50年史》，p.162
23. ↑  《鉄道廃線跡を歩く》，p.116

## 相關項目
- 日本鐵路車站列表 Ho